# Coarnă albă aromată
Coarna albă aromată (Vitis vinifera linné subsp. vinifera) este soi de viță de vie autohton care se cultivă cu precădere în podgoriile din Oltenia și în cele din sudul Moldovei.

## Descriere
Coarna albă are ciorchinele de formă cilindrică (cilindro-conică), boabe ovale de culoare alb-verzui, dese, cu pulpă crocantă și dulce, cu gust de coarnă. Strugurii ajung la maturitate între 15 și 30 septembrie.